# Al Langlois
Joseph Albert Oliver "Al" Langlois, född 6 november 1934 i Magog i Quebec, död 19 september 2020 i Los Angeles, USA, var en kanadensisk professionell ishockeyback som tillbringade nio säsonger i den nordamerikanska ishockeyligan National Hockey League (NHL), där han spelade för Montreal Canadiens, New York Rangers, Detroit Red Wings och Boston Bruins. Han producerade 112 poäng (21 mål och 91 assists) samt drog på sig 488 utvisningsminuter på 497 grundspelsmatcher. Han spelade också för Rochester Americans och Baltimore Clippers i American Hockey League (AHL).
Langlois vann tre raka Stanley Cup-titlar med Montreal Canadiens för säsongerna 1957–1958, 1958–1959 och 1959–1960.

## Statistik
| 1952–1953  | Citadelles de Québec           | LHJQ       | 9   | 0  | 0  | 0   | 0   | —  | — | — | — | —  |
| 1953–1954  | Frontenacs de Québec           | LHJQ       | 63  | 2  | 11 | 13  | 84  | 8  | 1 | 2 | 3 | 8  |
| 1954–1955  | Citadelles de Québec           | LHJQ       | 43  | 2  | 18 | 20  | 73  | 9  | 1 | 3 | 4 | 12 |
| 1955–1956  | Cataractes de Shawinigan Falls | LHQ        | 64  | 8  | 6  | 14  | 48  | 11 | 2 | 4 | 6 | 14 |
| 1956–1957  | Cataractes de Shawinigan Falls | LHQ        | 16  | 0  | 2  | 2   | 12  | —  | — | — | — | —  |
|            | Rochester Americans            | AHL        | 47  | 5  | 24 | 29  | 64  | 10 | 0 | 4 | 4 | 18 |
| 1957–1958  | Montreal Canadiens             | NHL        | 1   | 0  | 0  | 0   | 0   | 7  | 0 | 1 | 1 | 4  |
|            | Rochester Americans            | AHL        | 68  | 0  | 11 | 11  | 88  | —  | — | — | — | —  |
| 1958–1959  | Montreal Canadiens             | NHL        | 48  | 0  | 3  | 3   | 26  | 7  | 0 | 0 | 0 | 4  |
| 1959–1960  | Montreal Canadiens             | NHL        | 67  | 1  | 14 | 15  | 48  | 8  | 0 | 3 | 3 | 18 |
| 1960–1961  | Montreal Canadiens             | NHL        | 61  | 1  | 12 | 13  | 56  | 5  | 0 | 0 | 0 | 6  |
| 1961–1962  | New York Rangers               | NHL        | 69  | 7  | 18 | 25  | 90  | 6  | 0 | 1 | 1 | 2  |
| 1962–1963  | New York Rangers               | NHL        | 60  | 2  | 14 | 16  | 62  | —  | — | — | — | —  |
| 1963–1964  | New York Rangers               | NHL        | 44  | 4  | 2  | 6   | 32  | —  | — | — | — | —  |
|            | Baltimore Clippers             | AHL        | 6   | 1  | 0  | 1   | 6   | —  | — | — | — | —  |
|            | Detroit Red Wings              | NHL        | 17  | 1  | 6  | 7   | 13  | 14 | 0 | 0 | 0 | 12 |
| 1964–1965  | Detroit Red Wings              | NHL        | 65  | 1  | 12 | 13  | 107 | 6  | 1 | 0 | 1 | 4  |
| 1965–1966  | Boston Bruins                  | NHL        | 65  | 4  | 10 | 14  | 54  | —  | — | — | — | —  |
| 1966–1967  | Los Angeles Blades             | WHL        | 59  | 6  | 34 | 40  | 97  | —  | — | — | — | —  |
| NHL totalt | NHL totalt                     | NHL totalt | 497 | 21 | 91 | 112 | 488 | 53 | 1 | 5 | 6 | 50 |
| AHL totalt | AHL totalt                     | AHL totalt | 121 | 6  | 35 | 41  | 158 | 10 | 0 | 4 | 4 | 18 |